# Гексафенилдигерман
Гексафенилдигерман — элементоорганическое вещество, 
аромопроизводное дигермана с формулой Ge2(C6H5)6, 
бесцветные кристаллы.

## Получение
- Действие реактива Гриньяра с избытком магния на хлорид германия(IV):

{\displaystyle {\mathsf {2GeCl_{4}+6C_{6}H_{5}MgBr+Mg\ {\xrightarrow {}}\ Ge_{2}(C_{6}H_{5})_{6}+4MgCl_{2}+3MgBr}}}

## Физические свойства
Гексафенилдигерман образует бесцветные, устойчивые на воздухе, негидролизующиеся кристаллы.